# Opperduit
Opperduit est un hameau dans la commune néerlandaise de Krimpenerwaard, dans la province de la Hollande-Méridionale. La localité compte 580 habitants.
Opperduit est situé sur le Lek, entre Lekkerkerk et Bergstoep.